# Olimpiai érmesek listája tornában (nők)
Ez a lap a női olimpiai érmesek listája tornában 1928-tól 2012-ig.

## Éremtáblázat
| A nyári olimpiai játékok éremtáblázata női tornában | A nyári olimpiai játékok éremtáblázata női tornában | A nyári olimpiai játékok éremtáblázata női tornában | A nyári olimpiai játékok éremtáblázata női tornában | A nyári olimpiai játékok éremtáblázata női tornában | Olimpia  |
| --------------------------------------------------- | --------------------------------------------------- | --------------------------------------------------- | --------------------------------------------------- | --------------------------------------------------- | -------- |
|                                                     | Ország                                              | Arany                                               | Ezüst                                               | Bronz                                               | Összesen |
| 1                                                   | Szovjetunió (URS)                                   | 33                                                  | 29                                                  | 27                                                  | 89       |
| 2                                                   | Románia (ROU)                                       | 24                                                  | 17                                                  | 22                                                  | 63       |
| 3                                                   | Oroszország (RUS)                                   | 14                                                  | 10                                                  | 9                                                   | 33       |
| 4                                                   | Egyesült Államok (USA)                              | 10                                                  | 16                                                  | 13                                                  | 39       |
| 5                                                   | Csehszlovákia (TCH)                                 | 9                                                   | 6                                                   | 1                                                   | 16       |
| 6                                                   | Kína (CHN)                                          | 7                                                   | 8                                                   | 10                                                  | 25       |
| 7                                                   | Magyarország (HUN)                                  | 7                                                   | 6                                                   | 10                                                  | 23       |
| 8                                                   | Egyesített Csapat (EUN)                             | 4                                                   | 0                                                   | 2                                                   | 6        |
| 9                                                   | NDK (GDR)                                           | 3                                                   | 10                                                  | 7                                                   | 20       |
| 10                                                  | Ukrajna (UKR)                                       | 3                                                   | 2                                                   | 3                                                   | 8        |
| 11                                                  | Kanada (CAN)                                        | 2                                                   | 2                                                   | 1                                                   | 5        |
| 12                                                  | Németország (GER)                                   | 2                                                   | 1                                                   | 0                                                   | 3        |
| 13                                                  | Svédország (SWE)                                    | 1                                                   | 1                                                   | 1                                                   | 3        |
| 13                                                  | Spanyolország (ESP)                                 | 1                                                   | 1                                                   | 1                                                   | 3        |
| 15                                                  | Franciaország (FRA)                                 | 1                                                   | 0                                                   | 0                                                   | 1        |
| 15                                                  | Hollandia (NED)                                     | 1                                                   | 0                                                   | 0                                                   | 1        |
| 15                                                  | Észak-Korea (PRK)                                   | 1                                                   | 0                                                   | 0                                                   | 1        |
| 18                                                  | Fehéroroszország (BLR)                              | 0                                                   | 4                                                   | 2                                                   | 6        |
| 19                                                  | Bulgária (BUL)                                      | 0                                                   | 2                                                   | 2                                                   | 4        |
| 20                                                  | Olaszország (ITA)                                   | 0                                                   | 2                                                   | 1                                                   | 3        |
| 21                                                  | Egyesült Német Csapat (EUA)                         | 0                                                   | 1                                                   | 0                                                   | 1        |
| 22                                                  | Nagy-Britannia (GBR)                                | 0                                                   | 0                                                   | 2                                                   | 2        |
| 23                                                  | Görögország (GRE)                                   | 0                                                   | 0                                                   | 1                                                   | 1        |
| 23                                                  | Japán (JPN)                                         | 0                                                   | 0                                                   | 1                                                   | 1        |
| 23                                                  | Lengyelország (POL)                                 | 0                                                   | 0                                                   | 1                                                   | 1        |
| 23                                                  | NSZK (FRG)                                          | 0                                                   | 0                                                   | 1                                                   | 1        |
| 23                                                  | Üzbegisztán (UZB)                                   | 0                                                   | 0                                                   | 1                                                   | 1        |
|                                                     |                                                     |                                                     |                                                     |                                                     |          |
| Összesen                                            | Összesen                                            | 124                                                 | 120                                                 | 119                                                 | 363      |

## Torna

### Aktuális versenyszámok

#### Összetett, egyéni
| Olimpia           | Arany                                      | Ezüst                                   | Bronz                                      |
| 1952, Helsinki    | Marija Horohovszka · Szovjetunió (URS)     | Nyina Bocsarova · Szovjetunió (URS)     | Korondi Margit · Magyarország (HUN)        |
| 1956, Melbourne   | Larisza Latinyina · Szovjetunió (URS)      | Keleti Ágnes · Magyarország (HUN)       | Szofja Muratova · Szovjetunió (URS)        |
| 1960, Róma        | Larisza Latinyina · Szovjetunió (URS)      | Szofja Muratova · Szovjetunió (URS)     | Polina Aszahova · Szovjetunió (URS)        |
| 1964, Tokió       | Věra Čáslavská · Csehszlovákia (TCH)       | Larisza Latinyina · Szovjetunió (URS)   | Polina Aszahova · Szovjetunió (URS)        |
| 1968, Mexikóváros | Věra Čáslavská · Csehszlovákia (TCH)       | Zinaida Voronyina · Szovjetunió (URS)   | Natalja Kucsinszkaja · Szovjetunió (URS)   |
| 1972, München     | Ljudmila Turiscseva · Szovjetunió (URS)    | Karin Janz · NDK (GDR)                  | Tamara Lazakovics · Szovjetunió (URS)      |
| 1976, Montréal    | Nadia Comăneci · Románia (ROU)             | Nelli Kim · Szovjetunió (URS)           | Ljudmila Turiscseva · Szovjetunió (URS)    |
| 1980, Moszkva     | Jelena Davidova · Szovjetunió (URS)        | Nadia Comăneci · Románia (ROU)          | Nem adták ki                               |
| 1980, Moszkva     | Jelena Davidova · Szovjetunió (URS)        | Maxi Gnauck · NDK (GDR)                 | Nem adták ki                               |
| 1984, Los Angeles | Mary Lou Retton · Egyesült Államok (USA)   | Szabó Katalin · Románia (ROU)           | Simona Păucă · Románia (ROU)               |
| 1988, Szöul       | Jelena Susunova · Szovjetunió (URS)        | Daniela Silivaș · Románia (ROU)         | Szvjatlana Bahinszkaja · Szovjetunió (URS) |
| 1992, Barcelona   | Tetyana Hucu · Egyesített Csapat (EUN)     | Shannon Miller · Egyesült Államok (USA) | Lavinia Miloșovici · Románia (ROU)         |
| 1996, Atlanta     | Lilija Podkopajeva · Ukrajna (UKR)         | Gina Gogean · Románia (ROU)             | Simona Amânar · Románia (ROU)              |
| 1996, Atlanta     | Lilija Podkopajeva · Ukrajna (UKR)         | Gina Gogean · Románia (ROU)             | Lavinia Miloșovici · Románia (ROU)         |
| 2000, Sydney      | Simona Amânar · Románia (ROU)              | Maria Olaru · Románia (ROU)             | Liu Hszüan (Liu Xuan) · Kína (CHN)         |
| 2004, Athén       | Carly Patterson · Egyesült Államok (USA)   | Szvetlana Horkina · Oroszország (RUS)   | Csang Nan (Zhang Nan) · Kína (CHN)         |
| 2008, Peking      | Nastia Liukin · Egyesült Államok (USA)     | Shawn Johnson · Egyesült Államok (USA)  | Jang Ji-lin (Yang Yilin) · Kína (CHN)      |
| 2012, London      | Gabrielle Douglas · Egyesült Államok (USA) | Viktorija Komova · Oroszország (RUS)    | Alija Musztafina · Oroszország (RUS)       |

#### Összetett, csapat
| Olimpia           | Arany | Ezüst | Bronz |
| 1928, Amszterdam  | Hollandia (NED) · Estella Agsteribbe · Jacomina van den Berg · Alida van den Bos · Petronella Burgerhof · Elka de Levie · Helena Nordheim · Anna Polak · Petronella van Randwijk · Hendrika van Rumt · Judikje Simons · Jacoba Stelma · Anna van der Vegt | Olaszország (ITA) · Bianca Ambrosetti · Lavinia Gianoni · Luigina Giavotti · Virginia Giorgi · Germana Malabarba · Clara Marangoni · Luigina Perversi · Diana Pizzavini · Anna Tanzini · Carolina Tronconi · Ines Vercesi · Rita Vittadini | Nagy-Britannia (GBR) · Annie Broadbent · Lucy Desmond · Margaret Hartley · Amy Jagger · Isobel Judd · Jessie Kite · Marjorie Moreman · Edith Pickles · Ethel Seymour · Ada Smith · Hilda Smith · Doris Woods |
| 1932, Los Angeles | Nem szerepelt az olimpiai programban | Nem szerepelt az olimpiai programban | Nem szerepelt az olimpiai programban |
| 1936, Berlin      | Németország (GER) · Anita Bärwirth · Erna Bürger · Isolde Frölian · Friedl Iby · Gertrud Meyer · Paula Pöhlsen · Julie Schmitt · Käthe Sohnemann | Csehszlovákia (TCH) · Jaroslava Bajerová · Vlasta Děkanová · Božena Dobešová · Vlasta Foltová · Anna Hřebřinová · Matilda Pálfyová · Zdeňka Veřmiřovská · Marie Větrovská                                                                  | Magyarország (HUN) · Csillik Margit · Kalocsai Margit · Madary Ilona · Mészáros Gabriella · Nagy Margit · Tóth Judit · Törös Olga · Voit Eszter                                                              |
| 1948, London      | Csehszlovákia (TCH) · Zdeňka Honsová · Marie Kovářová · Miloslava Misáková · Milena Müllerová · Věra Růžičková · Olga Šilhánová · Božena Srncová · Zdeňka Veřmiřovská                                                                                     | Magyarország (HUN) · Balázs Erzsébet · Fehér Anna · Karcsics Irén · Köteles Erzsébet · Kövi Mária · Nagy Margit · Tass Olga · Vásárhelyi Edit                                                                                              | Egyesült Államok (USA) · Ladislava Bakanic · Marian Barone · Consetta Caruccio-Lenz · Dorothy Dalton · Meta Elste · Helen Schifano · Clara Schroth-Lomady · Anita Simonis                                    |
| 1952, Helsinki    | Szovjetunió (URS) · Nyina Bocsarova · Pelageja Danyilova · Medeja Dzsugeli · Marija Horohovszka · Jekatyerina Kalincsuk · Galina Minaicseva · Galina Urbanovics · Galina Samraj                                                                           | Magyarország (HUN) · Bodó Andrea · Karcsics Irén · Keleti Ágnes · Korondi Margit · Köteles Erzsébet · Kövi Mária · Tass Olga · Vásárhelyi Edit                                                                                             | Csehszlovákia (TCH) · Hana Bobková · Alena Chadimová · Jana Rabasová · Alena Reichová · Matylda Šínová · Božena Srncová · Věra Vančurová · Eva Věchtová                                                      |
| 1956, Melbourne   | Szovjetunió (URS) · Polina Asztahova · Ljudmila Jegorova · Ligyija Kalinyina · Larisza Latinyina · Tamara Manyina · Szofja Muratova | Magyarország (HUN) · Bodó Andrea · Keleti Ágnes · Kertész Alíz · Korondi Margit · Köteles Erzsébet · Tass Olga | Románia (ROU) · Georgeta Hurmuzachi · Sonia Inovan · Elena Leușteanu · Elena Mărgărit · Elena Săcălici · Emilia Vătășoiu                                                                                     |
| 1960, Róma        | Szovjetunió (URS) · Polina Asztahova · Ligyija Ivanova · Larisza Latinyina · Tamara Ljuhina · Szofja Muratova · Marharita Nyikolajeva | Csehszlovákia (TCH) · Eva Bosáková · Věra Čáslavská · Hana Růžičková · Matylda Šínová-Matoušková · Ludmila Švédová · Adolfína Tačová | Románia (ROU) · Atanasia Ionescu · Sonia Iovan · Elena Leușteanu · Elena Niculescu · Uta Poreceanu · Emilia Vătășoiu-Liță                                                                                    |
| 1964, Tokió       | Szovjetunió (URS) · Polina Asztahova · Ljudmila Gromova · Larisza Latinyina · Tamara Manyina · Alena Valcseckaja · Tamara Zamotajlova | Csehszlovákia (TCH) · Věra Čáslavská · Jaroslava Sedláčková · Marianna Krajčírová · Jána Posnerová · Hana Růžičková · Adolfína Tkačíková                                                                                                   | Japán (JPN) · Siraszu-Aihara Tosiko · Cudzsi Hiroko · Abukava-Csiba Ginko · Tanaka-Ikeda Keiko · Nakamura Taniko · Ono Kijoko                                                                                |
| 1968, Mexikóváros | Szovjetunió (URS) · Ljubov Burda · Olga Karaszjova · Natalja Kucsinszkaja · Larisza Petrik · Ljudmila Turiscseva · Zinaida Voronyina | Csehszlovákia (TCH) · Věra Čáslavská · Marianna Krajčírová · Jána Kubičková-Posnerová · Hana Lišková · Bohumila Řimnáčová · Miroslava Skleničková                                                                                          | NDK (GDR) · Maritta Bauerschmidt · Karin Janz · Marianne Noack · Magdalena Schmidt · Ute Starke · Erika Zuchold                                                                                              |
| 1972, München     | Szovjetunió (URS) · Ljubov Burda · Olga Korbut · Antanyina Kosal · Tamara Lazakovics · Elvira Szaagyi · Ljudmila Turiscseva | NDK (GDR) · Irene Abel · Angelika Hellmann · Karin Janz · Richarda Schmeißer · Christine Schmitt · Erika Zuchold | Magyarország (HUN) · Békési Ilona · Császár Mónika · Kelemen Márta · Kéry Anikó · Medveczky Krisztina · Nagy Zsuzsanna                                                                                       |
| 1976, Montréal    | Szovjetunió (URS) · Marija Filatova · Szvetlana Grozdova · Nelli Kim · Olga Korbut · Elvira Szaagyi · Ljudmila Turiscseva | Románia (ROU) · Nadia Comăneci · Mariana Constantin · Georgeta Gabor · Anca Grigoraș · Gabriela Trușcă · Teodora Ungureanu | NDK (GDR) · Carola Dombeck · Gitta Escher · Kerstin Gerschau · Angelika Hellmann · Marion Kische · Steffi Kräker                                                                                             |
| 1980, Moszkva     | Szovjetunió (URS) · Jelena Davidova · Marija Filatova · Nelli Kim · Jelena Najmusina · Natalja Saposnyikova · Sztella Zaharova | Románia (ROU) · Nadia Comăneci · Rodica Dunca · Éberle Emília · Cristina Grigoraș · Melita Rühn · Dumitrița Turner | NDK (GDR) · Maxi Gnauck · Silvia Hindorff · Steffi Kräker · Katharina Rensch · Karola Sube · Birgit Süß |
| 1984, Los Angeles | Románia (ROU) · Lavinia Agache · Laura Cutina · Cristina Grigoraș · Simona Păucă · Mihaela Stănuleț · Szabó Katalin | Egyesült Államok (USA) · Pamela Bileck · Michelle Dusserre · Kathy Johnson · Julianne McNamara · Mary Lou Retton · Tracee Talavera | Kína (CHN) · Csen Jong-jan (Chen Yongyan) · Csou Csiu-zsuj (Zhou Qiurui) · Csou Ping (Zhou Ping) · Huang Csün (Huang Qun) · Ma Jan-hong (Ma Yanhong) · Vu Csia-ni (Wu Jiani)                                 |
| 1988, Szöul       | Szovjetunió (URS) · Szvjatlana Bahinszkaja · Szvjatlana Baitava · Natālija Laščonova · Jelena Sevcsenko · Jelena Susunova · Olha Sztrazseva | Románia (ROU) · Aurelia Dobre · Eugenia Golea · Celestina Popa · Gabriela Potorac · Daniela Silivaș · Camelia Voinea | NDK (GDR) · Gabriele Fähnrich · Martina Jentsch · Dagmar Kersten · Ulrike Klotz · Bettina Schieferdecker · Dörte Thümmler                                                                                    |
| 1992, Barcelona   | Egyesített Csapat (EUN) · Szvjatlana Bahinszkaja · Oksana Chusovitina · Rozalija Galijeva · Jelena Grudnyeva · Tetyana Hucu · Tetyana Liszenko | Románia (ROU) · Cristina Bontaș · Gina Gogean · Vanda Hădărean · Lavinia Miloșovici · Maria Neculiță · Mirela Pașca | Egyesült Államok (USA) · Wendy Bruce · Dominique Dawes · Shannon Miller · Betty Okino · Kerri Strug · Kim Zmeskal                                                                                            |
| 1996, Atlanta     | Egyesült Államok (USA) · Amanda Borden · Amy Chow · Dominique Dawes · Shannon Miller · Dominique Moceanu · Jaycie Phelps · Kerri Strug | Oroszország (RUS) · Jelena Dolgopolova · Rozalija Galijeva · Jelena Groseva · Szvetlana Horkina · Gyina Kocsetkova · Jevgenyija Kuznyecova · Okszana Ljapina                                                                               | Románia (ROU) · Simona Amânar · Gina Gogean · Ionela Loaieș · Alexandra Marinescu · Lavinia Miloșovici · Mirela Țugurlan                                                                                     |
| 2000, Sydney      | Románia (ROU) · Simona Amânar · Loredana Boboc · Andreea Isărescu · Maria Olaru · Claudia Presăcan · Andreea Răducan | Oroszország (RUS) · Anna Csepeleva · Szvetlana Horkina · Anasztaszija Kolesznyikova · Jekatyerina Lobaznyuk · Jelena Produnova · Jelena Zamolodcsikova                                                                                     | Egyesült Államok (USA) · Amy Chow · Jamie Dantzscher · Dominique Dawes · Kristin Maloney · Elise Ray · Tasha Schwikert                                                                                       |
| 2004, Athén       | Románia (ROU) · Oana Ban · Alexandra Eremia · Cătălina Ponor · Monica Roșu · Daniela Sofronie · Silvia Stroescu | Egyesült Államok (USA) · Mohini Bhardwaj · Annia Hatch · Terin Humphrey · Courtney Kupets · Courtney McCool · Carly Patterson | Oroszország (RUS) · Szvetlana Horkina · Ljudmila Jezsova · Marija Krjucskova · Anna Pavlova · Jelena Zamolodcsikova · Natalja Zigansina                                                                      |
| 2008, Peking      | Kína (CHN) · Cseng Fej (Cheng Fei) · Csiang Jü-jüan (Jiang Yuyuan) · Ho Ko-hszin (He Kexin) · Jang Ji-lin (Yang Yilin) · Li San-san (Li Shanshan) · Teng Lin-lin (Deng Linlin)                                                                            | Egyesült Államok (USA) · Shawn Johnson · Nastia Liukin · Chellsie Memmel · Samantha Peszek · Alicia Sacramone · Bridget Sloan | Románia (ROU) · Andreea Acatrinei · Gabriela Drăgoi · Andreea Grigore · Sandra Izbașa · Steliana Nistor · Anamaria Tămârjan                                                                                  |
| 2012, London      | Egyesült Államok (USA) · Gabrielle Douglas · McKayla Maroney · Alexandra Raisman · Kyla Ross · Jordyn Wieber | Oroszország (RUS) · Kszenyija Afanaszjeva · Anasztaszija Grisina · Viktorija Komova · Alija Musztafina · Marija Paszeka | Románia (ROU) · Diana Bulimar · Diana Chelaru · Larisa Iordache · Sandra Izbașa · Cătălina Ponor |

2010-ben a NOB diszkvalifikálta a 2000-ben eredetileg bronzérmes kínai csapatot, mert kiderült, hogy a csapatban egy 2000-ben még csak 14 éves sportolót neveztek, míg az alsó korhatár 16 év volt akkor, így végül az eredetileg negyedik helyezett amerikai csapat kapta meg a bronzérmet.

#### Felemás korlát
| Olimpia           | Arany                                      | Ezüst                                   | Bronz                                    |
| 1952, Helsinki    | Korondi Margit · Magyarország (HUN)        | Marija Horohovszka · Szovjetunió (URS)  | Keleti Ágnes · Magyarország (HUN)        |
| 1956, Melbourne   | Keleti Ágnes · Magyarország (HUN)          | Larisza Latinyina · Szovjetunió (URS)   | Szofja Muratova · Szovjetunió (URS)      |
| 1960, Róma        | Polina Asztahova · Szovjetunió (URS)       | Larisza Latinyina · Szovjetunió (URS)   | Tamara Ljuhina · Szovjetunió (URS)       |
| 1964, Tokió       | Polina Asztahova · Szovjetunió (URS)       | Makray Katalin · Magyarország (HUN)     | Larisza Latinyina · Szovjetunió (URS)    |
| 1968, Mexikóváros | Věra Čáslavská · Csehszlovákia (TCH)       | Karin Janz · NDK (GDR)                  | Zinaida Voronyina · Szovjetunió (URS)    |
| 1972, München     | Karin Janz · NDK (GDR)                     | Olga Korbut · Szovjetunió (URS)         | Nem adták ki                             |
| 1972, München     | Karin Janz · NDK (GDR)                     | Erika Zuchold · NDK (GDR)               | Nem adták ki                             |
| 1976, Montréal    | Nadia Comăneci · Románia (ROU)             | Teodora Ungureanu · Románia (ROU)       | Egervári Márta · Magyarország (HUN)      |
| 1980, Moszkva     | Maxi Gnauck · NDK (GDR)                    | Éberle Emília · Románia (ROU)           | Marija Filatova · Szovjetunió (URS)      |
| 1980, Moszkva     | Maxi Gnauck · NDK (GDR)                    | Éberle Emília · Románia (ROU)           | Steffi Kräker · NDK (GDR)                |
| 1980, Moszkva     | Maxi Gnauck · NDK (GDR)                    | Éberle Emília · Románia (ROU)           | Melita Rühn · Románia (ROU)              |
| 1984, Los Angeles | Ma Jan-hong (Ma Yanhong) · Kína (CHN)      | Nem adták ki                            | Mary Lou Retton · Egyesült Államok (USA) |
| 1984, Los Angeles | Julianne McNamara · Egyesült Államok (USA) | Nem adták ki                            | Mary Lou Retton · Egyesült Államok (USA) |
| 1988, Szöul       | Daniela Silivaș · Románia (ROU)            | Dagmar Kersten · NDK (GDR)              | Jelena Susunova · Szovjetunió (URS)      |
| 1992, Barcelona   | Lu Li · Kína (CHN)                         | Tetyana Hucu · Egyesített Csapat (EUN)  | Shannon Miller · Egyesült Államok (USA)  |
| 1996, Atlanta     | Szvetlana Horkina · Oroszország (RUS)      | Pi Ven-csing (Bi Wenjing) · Kína (CHN)  | Nem adták ki                             |
| 1996, Atlanta     | Szvetlana Horkina · Oroszország (RUS)      | Amy Chow · Egyesült Államok (USA)       | Nem adták ki                             |
| 2000, Sydney      | Szvetlana Horkina · Oroszország (RUS)      | Ling Csie (Ling Jie) · Kína (CHN)       | Jang Jün (Yang Yun) · Kína (CHN)         |
| 2004, Athén       | Émilie Le Pennec · Franciaország (FRA)     | Terin Humphrey · Egyesült Államok (USA) | Courtney Kupets · Egyesült Államok (USA) |
| 2008, Peking      | Ho Ko-hszin (He Kexin) · Kína (CHN)        | Nastia Liukin · Egyesült Államok (USA)  | Jang Ji-lin (Yang Yilin) · Kína (CHN)    |
| 2012, London      | Alija Musztafina · Oroszország (RUS)       | Ho Ko-hszin (He Kexin) · Kína (CHN)     | Beth Tweddle · Nagy-Britannia (GBR)      |

#### Gerenda
| Olimpia           | Arany                                      | Ezüst                                     | Bronz                                      |
| 1952, Helsinki    | Nyina Bocsarova · Szovjetunió (URS)        | Marija Horohovszka · Szovjetunió (URS)    | Korondi Margit · Magyarország (HUN)        |
| 1956, Melbourne   | Keleti Ágnes · Magyarország (HUN)          | Eva Bosáková · Csehszlovákia (TCH)        | Nem adták ki                               |
| 1956, Melbourne   | Keleti Ágnes · Magyarország (HUN)          | Tamara Manyina · Szovjetunió (URS)        | Nem adták ki                               |
| 1960, Róma        | Eva Bosáková · Csehszlovákia (TCH)         | Larisza Latinyina · Szovjetunió (URS)     | Szofja Muratova · Szovjetunió (URS)        |
| 1964, Tokió       | Věra Čáslavská · Csehszlovákia (TCH)       | Tamara Manyina · Szovjetunió (URS)        | Larisza Latinyina · Szovjetunió (URS)      |
| 1968, Mexikóváros | Natalja Kucsinszkaja · Szovjetunió (URS)   | Věra Čáslavská · Csehszlovákia (TCH)      | Larisza Petrik · Szovjetunió (URS)         |
| 1972, München     | Olga Korbut · Szovjetunió (URS)            | Tamara Lazakovics · Szovjetunió (URS)     | Karin Janz · NDK (GDR)                     |
| 1976, Montréal    | Nadia Comăneci · Románia (ROU)             | Olga Korbut · Szovjetunió (URS)           | Teodora Ungureanu · Románia (ROU)          |
| 1980, Moszkva     | Nadia Comăneci · Románia (ROU)             | Jelena Davidova · Szovjetunió (URS)       | Natalja Saposnyikova · Szovjetunió (URS)   |
| 1984, Los Angeles | Szabó Katalin · Románia (ROU)              | Nem adták ki                              | Kathy Johnson · Egyesült Államok (USA)     |
| 1984, Los Angeles | Simona Păucă · Románia (ROU)               | Nem adták ki                              | Kathy Johnson · Egyesült Államok (USA)     |
| 1988, Szöul       | Daniela Silivaș · Románia (ROU)            | Jelena Susunova · Szovjetunió (URS)       | Phoebe Mills · Egyesült Államok (USA)      |
| 1988, Szöul       | Daniela Silivaș · Románia (ROU)            | Jelena Susunova · Szovjetunió (URS)       | Gabriela Potorac · Románia (ROU)           |
| 1992, Barcelona   | Tetyana Liszenko · Egyesített Csapat (EUN) | Shannon Miller · Egyesült Államok (USA)   | Nem adták ki                               |
| 1992, Barcelona   | Tetyana Liszenko · Egyesített Csapat (EUN) | Lu Li · Kína (CHN)                        | Nem adták ki                               |
| 1996, Atlanta     | Shannon Miller · Egyesült Államok (USA)    | Lilija Podkopajeva · Ukrajna (UKR)        | Gina Gogean · Románia (ROU)                |
| 2000, Sydney      | Liu Hszüan (Liu Xuan) · Kína (CHN)         | Jekatyerina Lobaznyuk · Oroszország (RUS) | Jelena Produnova · Oroszország (RUS)       |
| 2004, Athén       | Cătălina Ponor · Románia (ROU)             | Carly Patterson · Egyesült Államok (USA)  | Alexandra Eremia · Románia (ROU)           |
| 2008, Peking      | Shawn Johnson · Egyesült Államok (USA)     | Nastia Liukin · Egyesült Államok (USA)    | Cseng Fej (Cheng Fei) · Kína (CHN)         |
| 2012, London      | Teng Lin-lin (Deng Linlin) · Kína (CHN)    | Szuj Lu (Sui Lu) · Kína (CHN)             | Alexandra Raisman · Egyesült Államok (USA) |

#### Talaj
| Olimpia           | Arany                                      | Ezüst                                      | Bronz                                    |
| 1952, Helsinki    | Keleti Ágnes · Magyarország (HUN)          | Marija Horohovszka · Szovjetunió (URS)     | Korondi Margit · Magyarország (HUN)      |
| 1956, Melbourne   | Keleti Ágnes · Magyarország (HUN)          | Nem adták ki                               | Elena Leușteanu · Románia (ROU)          |
| 1956, Melbourne   | Larisza Latinyina · Szovjetunió (URS)      | Nem adták ki                               | Elena Leușteanu · Románia (ROU)          |
| 1960, Róma        | Larisza Latinyina · Szovjetunió (URS)      | Polina Asztahova · Szovjetunió (URS)       | Tamara Ljuhina · Szovjetunió (URS)       |
| 1964, Tokió       | Larisza Latinyina · Szovjetunió (URS)      | Polina Asztahova · Szovjetunió (URS)       | Ducza Anikó · Magyarország (HUN)         |
| 1968, Mexikóváros | Věra Čáslavská · Csehszlovákia (TCH)       | Nem adták ki                               | Natalja Kucsinszkaja · Szovjetunió (URS) |
| 1968, Mexikóváros | Larisza Petrik · Szovjetunió (URS)         | Nem adták ki                               | Natalja Kucsinszkaja · Szovjetunió (URS) |
| 1972, München     | Olga Korbut · Szovjetunió (URS)            | Ljudmila Turiscseva · Szovjetunió (URS)    | Tamara Lazakovics · Szovjetunió (URS)    |
| 1976, Montréal    | Nelli Kim · Szovjetunió (URS)              | Ljudmila Turiscseva · Szovjetunió (URS)    | Nadia Comăneci · Románia (ROU)           |
| 1980, Moszkva     | Nadia Comăneci · Románia (ROU)             | Nem adták ki                               | Maxi Gnauck · NDK (GDR)                  |
| 1980, Moszkva     | Nelli Kim · Szovjetunió (URS)              | Nem adták ki                               | Natalja Saposnyikova · Szovjetunió (URS) |
| 1984, Los Angeles | Szabó Katalin · Románia (ROU)              | Julianne McNamara · Egyesült Államok (USA) | Mary Lou Retton · Egyesült Államok (USA) |
| 1988, Szöul       | Daniela Silivaș · Románia (ROU)            | Szvjatlana Bahinszkaja · Szovjetunió (URS) | Diana Dudeva · Bulgária (BUL)            |
| 1992, Barcelona   | Lavinia Miloșovici · Románia (ROU)         | Ónodi Henrietta · Magyarország (HUN)       | Cristina Bontaș · Románia (ROU)          |
| 1992, Barcelona   | Lavinia Miloșovici · Románia (ROU)         | Ónodi Henrietta · Magyarország (HUN)       | Tetyana Hucu · Egyesített Csapat (EUN)   |
| 1992, Barcelona   | Lavinia Miloșovici · Románia (ROU)         | Ónodi Henrietta · Magyarország (HUN)       | Shannon Miller · Egyesült Államok (USA)  |
| 1996, Atlanta     | Lilija Podkopajeva · Ukrajna (UKR)         | Simona Amânar · Románia (ROU)              | Dominique Dawes · Egyesült Államok (USA) |
| 2000, Sydney      | Jelena Zamolodcsikova · Oroszország (RUS)  | Szvetlana Horkina · Oroszország (RUS)      | Simona Amânar · Románia (ROU)            |
| 2004, Athén       | Cătălina Ponor · Románia (ROU)             | Daniela Sofronie · Románia (ROU)           | Patricia Moreno · Spanyolország (ESP)    |
| 2008, Peking      | Sandra Izbașa · Románia (ROU)              | Shawn Johnson · Egyesült Államok (USA)     | Nastia Liukin · Egyesült Államok (USA)   |
| 2012, London      | Alexandra Raisman · Egyesült Államok (USA) | Cătălina Ponor · Románia (ROU)             | Alija Musztafina · Oroszország (RUS)     |

#### Ugrás
| Olimpia           | Arany                                      | Ezüst                                         | Bronz                                      |
| 1952, Helsinki    | Jekatyerina Kalincsuk · Szovjetunió (URS)  | Marija Horohovszka · Szovjetunió (URS)        | Galina Minaicseva · Szovjetunió (URS)      |
| 1956, Melbourne   | Larisza Latinyina · Szovjetunió (URS)      | Tamara Manyina · Szovjetunió (URS)            | Tass Olga · Magyarország (HUN)             |
| 1956, Melbourne   | Larisza Latinyina · Szovjetunió (URS)      | Tamara Manyina · Szovjetunió (URS)            | Ann-Sofi Colling · Svédország (SWE)        |
| 1960, Róma        | Marharita Nyikolajeva · Szovjetunió (URS)  | Szofja Muratova · Szovjetunió (URS)           | Larisza Latinyina · Szovjetunió (URS)      |
| 1964, Tokió       | Věra Čáslavská · Csehszlovákia (TCH)       | Larisza Latinyina · Szovjetunió (URS)         | Nem adták ki                               |
| 1964, Tokió       | Věra Čáslavská · Csehszlovákia (TCH)       | Birgit Radochla · Egyesült Német Csapat (EUA) | Nem adták ki                               |
| 1968, Mexikóváros | Věra Čáslavská · Csehszlovákia (TCH)       | Erika Zuchold · NDK (GDR)                     | Zinaida Voronyina · Szovjetunió (URS)      |
| 1972, München     | Karin Janz · NDK (GDR)                     | Erika Zuchold · NDK (GDR)                     | Ljudmila Turiscseva · Szovjetunió (URS)    |
| 1976, Montréal    | Nelli Kim · Szovjetunió (URS)              | Ljudmila Turiscseva · Szovjetunió (URS)       | Nem adták ki                               |
| 1976, Montréal    | Nelli Kim · Szovjetunió (URS)              | Carola Dombeck · NDK (GDR)                    | Nem adták ki                               |
| 1980, Moszkva     | Natalja Saposnyikova · Szovjetunió (URS)   | Steffi Kräker · NDK (GDR)                     | Melita Rühn · Románia (ROU)                |
| 1984, Los Angeles | Szabó Katalin · Románia (ROU)              | Mary Lou Retton · Egyesült Államok (USA)      | Lavinia Agache · Románia (ROU)             |
| 1988, Szöul       | Szvjatlana Bahinszkaja · Szovjetunió (URS) | Gabriela Potorac · Románia (ROU)              | Daniela Silivaș · Románia (ROU)            |
| 1992, Barcelona   | Lavinia Miloșovici · Románia (ROU)         | Nem adták ki                                  | Tetyana Liszenko · Egyesített Csapat (EUN) |
| 1992, Barcelona   | Ónodi Henrietta · Magyarország (HUN)       | Nem adták ki                                  | Tetyana Liszenko · Egyesített Csapat (EUN) |
| 1996, Atlanta     | Simona Amânar · Románia (ROU)              | Mo Huj-lan (Mo Huilan) · Kína (CHN)           | Gina Gogean · Románia (ROU)                |
| 2000, Sydney      | Jelena Zamolodcsikova · Oroszország (RUS)  | Andreea Răducan · Románia (ROU)               | Jekatyerina Lobaznyuk · Oroszország (RUS)  |
| 2004, Athén       | Monica Roșu · Románia (ROU)                | Annia Hatch · Egyesült Államok (USA)          | Anna Pavlova · Oroszország (RUS)           |
| 2008, Peking      | Hong Undzsong · Észak-Korea (PRK)          | Oksana Chusovitina · Németország (GER)        | Cseng Fej (Cheng Fei) · Kína (CHN)         |
| 2012, London      | Sandra Izbașa · Románia (ROU)              | McKayla Maroney · Egyesült Államok (USA)      | Marija Paszeka · Oroszország (RUS)         |

### Megszűnt versenyszám

#### Kéziszergyakorlat, csapat
| Olimpia         | Arany | Ezüst | Bronz |
| 1952, Helsinki  | Svédország (SWE) · Evy Berggren · Vanja Blomberg · Karin Lindberg · Hjördis Nordin · Ann-Sofi Pettersson · Göta Pettersson · Gun Röring · Ingrid Sandahl | Szovjetunió (URS) · Nyina Bocsarova · Pelageja Danyilova · Medeja Dzsugeli · Marija Horohovszka · Jekatyerina Kalincsuk · Galina Minaicseva · Galina Urbanovics · Galina Samraj | Magyarország (HUN) · Bodó Andrea · Karcsics Irén · Keleti Ágnes · Korondi Margit · Köteles Erzsébet · Kövi Mária · Tass Olga · Vásárhelyi Edit |
| 1956, Melbourne | Magyarország (HUN) · Bodó Andrea · Keleti Ágnes · Kertész Alíz · Korondi Margit · Köteles Erzsébet · Tass Olga                                           | Svédország (SWE) · Evy Berggren · Ann-Sofi Colling · Doris Hedberg · Maude Karlén · Karin Lindberg · Eva Rönström                                                               | Szovjetunió (URS) · Polina Asztahova · Ljudmila Jegorova · Ligyija Kalinyina · Larisza Latinyina · Tamara Manyina · Szofja Muratova            |
| 1956, Melbourne | Magyarország (HUN) · Bodó Andrea · Keleti Ágnes · Kertész Alíz · Korondi Margit · Köteles Erzsébet · Tass Olga                                           | Svédország (SWE) · Evy Berggren · Ann-Sofi Colling · Doris Hedberg · Maude Karlén · Karin Lindberg · Eva Rönström                                                               | Lengyelország (POL) · Dorota Jokiel · Natalia Kot · Danuta Nowak · Helena Rakoczy · Barbara Ślizowska · Lidia Szczerbińska                     |

## Ritmikus gimnasztika

### Egyéni
| Olimpia           | Arany                                           | Ezüst                                    | Bronz                                        |
| 1984, Los Angeles | Lori Fung · Kanada (CAN)                        | Doina Stăiculescu · Románia (ROU)        | Regina Weber · NSZK (FRG)                    |
| 1988, Szöul       | Marina Lobacs · Szovjetunió (URS)               | Adriana Dunavszka · Bulgária (BUL)       | Olekszandra Timosenko · Szovjetunió (URS)    |
| 1992, Barcelona   | Olekszandra Timosenko · Egyesített Csapat (EUN) | Carolina Pascual · Spanyolország (ESP)   | Okszana Szkalgyina · Egyesített Csapat (EUN) |
| 1996, Atlanta     | Katerina Szerebrjanszka · Ukrajna (UKR)         | Janyina Batirsina · Oroszország (RUS)    | Olena Vitricsenko · Ukrajna (UKR)            |
| 2000, Sydney      | Julija Barszukova · Oroszország (RUS)           | Julija Raszkina · Fehéroroszország (BLR) | Alina Kabajeva · Oroszország (RUS)           |
| 2004, Athén       | Alina Kabajeva · Oroszország (RUS)              | Irina Csascsina · Oroszország (RUS)      | Hanna Bezszonova · Ukrajna (UKR)             |
| 2008, Peking      | Jevgenyija Kanajeva · Oroszország (RUS)         | Ina Zsukava · Fehéroroszország (BLR)     | Hanna Bezszonova · Ukrajna (UKR)             |
| 2012, London      | Jevgenyija Kanajeva · Oroszország (RUS)         | Darja Dmitrijeva · Oroszország (RUS)     | Ljubov Csarkasina · Fehéroroszország (BLR)   |

### Csapat
| Olimpia       | Arany | Ezüst | Bronz |
| 1996, Atlanta | Spanyolország (ESP) · Marta Baldó · Nuria Cabanillas · Estela Giménez · Lorena Guréndez · Tania Lamarca · Estíbaliz Martínez                           | Bulgária (BUL) · Ina Delcseva · Valentina Kevlijan · Marija Koleva · Maja Tabakova · Ivelina Taleva · Vjara Vataska                                                            | Oroszország (RUS) · Jevgenyija Bocskarjova · Irina Dzjuba · Julija Ivanova · Angelina Juskova · Jelena Krivosej · Olga Stirenko                     |
| 2000, Sydney  | Oroszország (RUS) · Irina Belova · Natalja Lavrova · Marija Nyetyeszova · Jelena Salamova · Vera Simanszkaja · Irina Zilber                            | Fehéroroszország (BLR) · Taccjana Ananyka · Taccjana Belan · Hanna Hlazkova · Irina Iljankova · Marija Lazuk · Volha Puzsevics                                                 | Görögország (GRE) · Iríni Aindilí · Evangelía Hrisztodúlu · María Jeorgátu · Zaharúla Kariámi · Haríklia Pandazí · Ána Polátu                       |
| 2004, Athén   | Oroszország (RUS) · Oleszja Belugina · Olga Glackih · Tatyjana Kurbakova · Natalja Lavrova · Jelena Murzina · Jelena Poszevina                         | Olaszország (ITA) · Elisa Blanchi · Fabrizia D’Ottavio · Marinella Falca · Daniela Masseroni · Elisa Santoni · Laura Vernizzi                                                  | Bulgária (BUL) · Zsaneta Ilieva · Eleonora Kezsova · Zornica Marinova · Krisztina Rangelova · Galina Tancseva · Vladiszlava Tancseva                |
| 2008, Peking  | Oroszország (RUS) · Margarita Alijcsuk · Anna Gavrilenko · Tatyjana Gorbunova · Jelena Poszevina · Darja Skurihina · Natalja Zujeva                    | Kína (CHN) · Caj Tung-tung (Cai Tongtong) · Csang Suo (Zhang Shuo) · Csou Tao (Chou Tao) · Lü Jüan-jang (Lü Yuanyang) · Szuj Csien-suang (Sui Jianshuang) · Szun Tan (Sun Dan) | Fehéroroszország (BLR) · Aleszja Babuskina · Nasztasszja Ivankova · Zinaida Lunyina · Hlafira Marcinovics · Kszenyija Szankovics · Alina Tumilovics |
| 2012, London  | Oroszország (RUS) · Anasztaszija Bliznyuk · Uljana Donszkova · Kszenyija Dudkina · Alina Makarenko · Anasztaszija Nazarenko · Karolina Szevasztyjanova | Fehéroroszország (BLR) · Marina Hancsarova · Nasztasszja Ivankova · Natallja Lescsik · Aljakszandra Narkevics · Kszenyija Szankovics · Alina Tumilovics                        | Olaszország (ITA) · Elisa Blanchi · Romina Laurito · Marta Pagnini · Elisa Santoni · Anzhelika Savrayuk · Andreea Stefanescu                        |

## Trambulin

### Egyéni
| Olimpia      | Arany                                | Ezüst                                       | Bronz                                       |
| 2000, Sydney | Irina Karavajeva · Oroszország (RUS) | Okszana Cihuljova · Ukrajna (UKR)           | Karen Cockburn · Kanada (CAN)               |
| 2004, Athén  | Anna Dogonadze · Németország (GER)   | Karen Cockburn · Kanada (CAN)               | Huang San-san (Huang Shanshan) · Kína (CHN) |
| 2008, Peking | Ho Ven-na (He Wenna) · Kína (CHN)    | Karen Cockburn · Kanada (CAN)               | Yekaterina Xilko · Üzbegisztán (UZB)        |
| 2012, London | Rosannagh MacLennan · Kanada (CAN)   | Huang San-san (Huang Shanshan) · Kína (CHN) | Ho Ven-na (He Wenna) · Kína (CHN)           |